# افسونگری (فیلم ۱۹۸۸)
«افسونگری» (انگلیسی: Witchcraft) یک فیلم ترسناک محصول سال ۱۹۸۸ به کارگردانی راب اسپرا با بازی آنات توپول، گری اسلون، مری شلی، الیزابت استوکتون، دبورا اسکات، الکساندر کرکوود، لی کیسمن و راس نیوتن است.

## بازخوردها
اگرچه این فیلم در سینماها ناموفق بود، اما اولین فیلم در سری فیلم‌های موفق جادوگری فیلم‌های ویدئویی شد.

## دنباله‌ها
- افسونگری ۲: وسوسه (۱۹۹۰)
- افسونگری ۳: بوسه مرگ (۱۹۹۱)
- افسونگری ۴: قلب باکره (۱۹۹۲)
- افسونگری ۵: با شیطان برقص (۱۹۹۳)
- افسونگری ۶: معشوقه شیطان (۱۹۹۴)
- افسونگری ۷: ساعت قضاوت (۱۹۹۵)
- افسونگری ۸: روح سالم (۱۹۹۶)
- افسونگری ۹: گوشت تلخ (۱۹۹۷)
- افسونگری ۱۰: عاشق‌پیشه (۱۹۹۸)
- افسونگری ۱۱: خواهران در خون (۲۰۰۰)
- افسونگری ۱۲: در لانه مار (۲۰۰۲)
- افسونگری ۱۳: خون برگزیده (۲۰۰۸)
- افسونگری ۱۴: فرشته مرگ (۲۰۱۶)
- افسونگری ۱۵: رز خونی (۲۰۱۷)